# Hackington
Hackington è un villaggio e parrocchia civile dell'Inghilterra, appartenente alla contea del Kent.

## Società

### Evoluzione demografica
La popolazione è aumentata di oltre il 10%, da 522 nel 2001 a 587 nel 2011.